# Lista de deputados estaduais do Acre da 13.ª legislatura
Esta é a lista de deputados estaduais do Acre para a legislatura 2011–2015. Nas eleições, foram eleitos 24 deputados.

## Composição das bancadas
| Partido | Líder                 | Bancada | Posição  |
| ------- | --------------------- | ------- | -------- |
| PT      | Geraldo Pereira Filho | 4 / 24  | Governo  |
| PMDB    | Antônia Sales         | 2 / 24  | Oposição |
| PP      | Santiago de Mello     | 2 / 24  | Governo  |
| PDT     | Walter Prado          | 2 / 24  | Governo  |
| PSDC    | Eber Machado          | 2 / 24  | Governo  |
| PSDB    | Major Rocha           | 2 / 24  | Oposição |
| PRP     | Astério Moreira       | 2 / 24  | Governo  |
| PCdoB   | Moisés Diniz          | 2 / 24  | Governo  |
| PR      | Helder Paiva          | 1 / 24  | Oposição |
| DEM     | Jamyl Asfury          | 1 / 24  | Oposição |
| PSB     | Manoel Moraes         | 1 / 24  | Governo  |
| PTdoB   | Gilberto Diniz        | 1 / 24  | Oposição |
| PSC     | Pastor Denilson       | 1 / 24  | Oposição |
| PMN     | Marileide Serafiam    | 1 / 24  | Oposição |

## Deputados Estaduais
Vinte e quatro deputados estaduais foram eleitos no Acre.
| Número | Deputados estaduais eleitos | Partido | Votação | Percentual | Cidade onde nasceu | Unidade federativa |
| 15122  | Antônia Sales               | PMDB    | 6.472   | 1,90%      | Rio Branco         | Acre               |
| 13258  | Geraldo Pereira Maia Filho  | PT      | 6.155   | 1,80%      | Cruzeiro do Sul    | Acre               |
| 13960  | Ney Amorim                  | PT      | 5.570   | 1,63%      | Rio Branco         | Acre               |
| 11125  | Maria Antônia Barbosa       | PP      | 5.397   | 1,58%      | Brasileia          | Acre               |
| 15120  | Chagas Romão                | PMDB    | 5.275   | 1,55%      | Xapuri             | Acre               |
| 22222  | Helder Paiva                | PR      | 4.862   | 1,43%      | Tarauacá           | Acre               |
| 12345  | José Luís Schafer (Tchê)    | PDT     | 4.817   | 1,41%      | Humaitá            | Rio Grande do Sul  |
| 13012  | Jonas Lima                  | PT      | 4.805   | 1,41%      | Mâncio Lima        | Acre               |
| 12777  | Walter Prado                | PDT     | 4.764   | 1,40%      | Feijó              | Acre               |
| 25123  | Jamyl Asfury                | DEM     | 4.672   | 1,37%      | Parnaíba           | Piauí              |
| 27190  | Edvaldo Souza               | PSDC    | 4.646   | 1,36%      | Rio Branco         | Acre               |
| 40234  | Manoel Moraes               | PSB     | 4.462   | 1,31%      | Xapuri             | Acre               |
| 45111  | Toinha Vieira               | PSDB    | 4.383   | 1,28%      | Boca do Acre       | Amazonas           |
| 45190  | Major Rocha                 | PSDB    | 4.228   | 1,24%      | Rio Branco         | Acre               |
| 13444  | Chico Viga                  | PT      | 4.065   | 1,19%      | Cruzeiro do Sul    | Acre               |
| 11222  | José Elson Santiago de Melo | PP      | 3.824   | 1,12%      | Cruzeiro do Sul    | Acre               |
| 44012  | Astério Moreira             | PRP     | 3.532   | 1,04%      | Brasileia          | Acre               |
| 65789  | Moises Diniz                | PCdoB   | 3.398   | 1,00%      | Cruzeiro do Sul    | Acre               |
| 27000  | Eber Machado                | PSDC    | 3.054   | 0,90%      | Cruzeiro do Sul    | Acre               |
| 65013  | Eduardo Farias (Dudu)       | PCdoB   | 3.026   | 0,89%      | Rio Branco         | Acre               |
| 70888  | Gilberto Diniz              | PTdoB   | 2.993   | 0,88%      | Sena Madureira     | Acre               |
| 20020  | Pastor Denilson             | PSC     | 2.939   | 0,86%      | Xapuri             | Acre               |
| 33123  | Marileide Serafim           | PMN     | 2.782   | 0,82%      | Porecatu           | Paraná             |
| 44123  | Lira Morais                 | PRP     | 1.690   | 0,50%      | Rio Branco         | Acre               |